# إبهار الألمعي
إبهار الألمعي، ممثلة ومذيعة سعودية، كانت تعتبر أصغر مذيعة في التلفزيون السعودي، إذ بدأت مشوارها الإعلامي في سن صغيرة.

## عن حياتها
حاصلة على شهادة بكالوريوس أدب إنجليزي من جامعة الملك سعود. كانت بدايتها كمذيعة وهي بالسادسة من عمرها حيث كانت حينها تشارك بتقديم البرنامج المباشر «عالم الصغار»، مع المذيعة وفاء بكر يونس. قدمت من بعده عدة برامج خاصة للأطفال، وشاركت في فوازير الأطفال منها فوازير «من أكون»، وفوازير «صافي الرحيق» وغيرها العديد من الأعمال.

### اعتزالها
بعدما قدمت العديد من البرامج والفوازير الرمضانية وبعض المشاركات بالأعمال التلفزيونية والإذاعية التوعوية، قررت بعد مسيرة استمرت 8 سنوات وتحديدًا في العام 2006 اعتزال العمل الإعلامي.

## من أعمالها
- برنامج عالم الصغار.
- مسلسل شؤون عائلية.
- فوازير من أكون.
- فوازير صافي الرحيق.
- مسلسل أبي عيدي.
- فوازير الفصول الأربعة.